# Шевцов, Владимир Иванович (альпинист)
Владимир Иванович Шевцов (2 февраля 1945, Петропавловск-Камчатский, Хабаровский край — 16 июня 2020, Москва) — советский вулканолог, альпинист, деятель культуры.

## Биография
Большую часть жизни проработал в Институте вулканологии и сейсмологии ДВО РАН. С юных лет увлёкся альпинизмом и горными лыжами. тренировался у супругов Германа и Людмилы Аграновских. В 1970-х годах Шевцов совершил восхождения на все семитысячники СССР: пики Коммунизма (7495 м), Победы (7439 м), Ленина (7134 м), Е. Корженевской (7105 м). В 1974 году стал одним из основателей альпклуба «Кутх», а позднее — основателем и президентом общественной организации «Спортивно-горнолыжный экологический клуб „Алней“».
Идейный вдохновитель и организатор Концертов в пещере у подножия вулкана Горелый.
Скончался 16 июня 2020 г. от рака. Прах Шевцова захоронен на базе «Родниковая» в Елизовском районе Камчатского края.
В честь Шевцова названы хребет Шевцова и водопад Снежный барс в Елизовском районе Камчатского края.